# Rothandtamarin

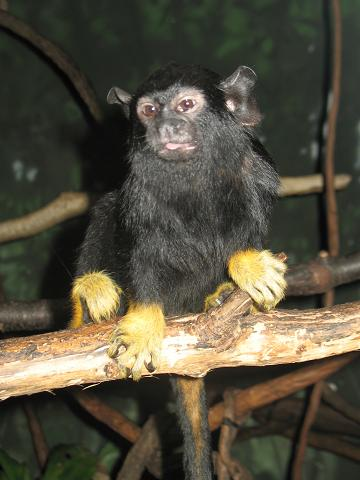
Rothandtamarin

Das Verbreitungsgebiet des Rothandtamarins im nordöstlichen Südamerika

Der Rothandtamarin (Saguinus midas) ist eine Primatenart aus der Gattungsgruppe der Tamarine, die zur Familie der Krallenaffen (Callitrichidae) gezählt wird. Der Schwarzhandtamarin, der früher als Unterart des Rothandtamarins geführt wurde, gilt heute als eigenständige Art.

## Beschreibung
Das Fell der Rothandtamarine ist dunkelbraun oder schwarz gefärbt, namensgebendes Merkmal sind die rötlich-gelben Vorder- und Hinterpfoten. Das dunkle Gesicht ist unbehaart, die großen Ohren ragen aus dem Fell heraus. Wie bei allen Krallenaffen befinden sich an den Fingern und Zehen (mit Ausnahme der Großzehe) Krallen statt Nägeln. Diese Tiere erreichen eine Kopfrumpflänge von 21 bis 28 Zentimetern, der Schwanz wird 31 bis 44 Zentimeter lang. Das Gewicht beträgt etwa 400 bis 550 Gramm.

## Verbreitung und Lebensraum
Rothandtamarine sind im nordöstlichen Südamerika beheimatet, ihr Verbreitungsgebiet umfasst Guyana, Suriname und Französisch-Guyana sowie das nordöstliche Brasilien nördlich des Amazonas. Ihr Lebensraum sind Wälder, wobei sie mit dichtem Unterholz bestandene Waldformen bevorzugen.

## Lebensweise
Diese Primaten sind wie alle Krallenaffen tagaktiv. Sie halten sich meist auf den Bäumen auf, wo sie sich auf allen vieren oder springend fortbewegen. Sie leben in Gruppen von zwei bis sechs, in Ausnahmefällen bis zu 15 Tieren zusammen. Diese Gruppen bestehen aus einem dominanten Weibchen, eventuell weiteren, untergeordneten Weibchen, einem oder mehreren Männchen sowie dem gemeinsamen Nachwuchs. Das Sozialverhalten ist stark ausgeprägt, innerhalb der Gruppe kommt es selbst unter den Männchen kaum zu Aggressionen, die Fellpflege und eine Reihe von Lauten dienen der Kommunikation und Interaktion.
Rothandtamarine sind Allesfresser, ihre Nahrung besteht aus Früchten, Insekten und Baumsäften.

## Fortpflanzung
Wie bei allen Tamarinen pflanzt sich nur das dominante Weibchen der Gruppe fort und paart sich mit allen Männchen der Gruppe, ein unter Säugetieren seltenes Phänomen, das als Polyandrie bezeichnet wird. Nach einer rund 140- bis 145-tägigen Tragzeit kommen meist Zwillinge zur Welt. Die Aufzucht des Nachwuchses obliegt vorwiegend den Männchen, sie tragen die Kinder herum und bringen sie dem Weibchen lediglich zum Säugen. Jungtiere werden mit rund zwei bis drei Monaten entwöhnt und mit 16 bis 20 Monaten geschlechtsreif.

## Bedrohung
Rothandtamarine sind anpassungsfähig und können auch in der Nähe menschlicher Siedlungen leben. Sie werden kaum bejagt und haben ein großes Verbreitungsgebiet. Aus diesen Gründen listet sie die IUCN als nicht gefährdet (least concern).